# Mixage 5
Mixage 5 (ricordata anche come Mixage '85 Estate) è una compilation di brani musicali famosi nel 1985, pubblicata nell'estate di quell'anno. La compilation venne pubblicata dalla Baby Records nei formati LP e MC. 

## Tracce
Lato A
1. Den Harrow – Future Brain
2. Modern Talking – You're My Heart, You're My Soul
3. Alba – Only Music Survives
4. Gazebo – First!
5. Jane Hill – Dizzy Night
6. Gilbert Montagné – J'ai Les Blues De Toi
7. T.H. – The Cry

Lato B
1. Silver Pozzoli – Around My Dream (Remix)
2. Valerie Dore – It's So Easy
3. Albert One – Heart On Fire
4. Max Emotion – Live Is Life
5. L.A. Message – D-D-D-D-Don't Go
6. Martinelli – Cenerentola
7. M=P.B. – Co-Operation

## Classifiche

### Classifiche di fine anno
| Classifica (1985) | Posizione | Max Posizione |
| ----------------- | --------- | ------------- |
| Italia            | 33        | 6             |